# Colobothea decemmaculata
Colobothea decemmaculata là một loài bọ cánh cứng trong họ Cerambycidae.